# Доброницкий, Виктор Викторович
Ви́ктор Ви́кторович Доброни́цкий (род. 26 мая 1944, Москва) — советский и российский оператор документального кино, педагог. Заслуженный деятель искусств Российской Федерации (1995). Академик Общероссийской академии кинематографических искусств «Ника».

## Биография
Родился в Москве в семье фронтового кинооператора.
С 1961 работал на Центральной студии документальных фильмов (ЦСДФ) в качестве ассистент оператора.
После окончания в 1972 году операторского факультета ВГИКа, (мастерская Л. Косматова), тарифицирован оператором.
В 1994—2005 годах — оператор Российской центральной киновидеостудии хроникально-документальных и учебных фильмов (РЦСДФ).
Автор более трёхсот документальных фильмов и множества выпусков кинопериодики: «Звёзды России», «Летописец России», «Лики России», «Москва», «Новости дня», «Пионерия», «Советский спорт», «Хозяин».
Мастер-руководитель на операторском факультете ВГИКа, профессор, преподаёт «Кинооператорское мастерство», «Творческий семинар по кинооператорскому мастерству», «Творческий семинар по мастерству кинодокументалиста».
Член Союза кинематографистов СССР — Союза кинематографистов РФ. Член Гильдии кинооператоров СК РФ. Вице-президент Гильдии кинооператоров СК РФ. Академик Общероссийской академии кинематографических искусств «Ника».

### Семья
- Отец — Виктор Васильевич Доброницкий (1910—1948), кинооператор[1];
- Дочь — Екатерина Викторовна Плеханова (род. 1985), художник, лауреат художественных премий.

## Фильмография
- 1971 — Тур Европы — 71
- 1972 — Дорога в праздник
- 1972 — Спортклуб «Торпедо»
- 1972 — По Советскому Союзу
- 1972 — Спортивный клуб «Торпедо»[15]
- 1973 — Возвращённая песня (широкоэкранный)[16]
- 1973 — Мир тебе — планета Земля (в соавторстве)
- 1973 — Рассказать о Москве (совместно с В. Усановым)[17]
- 1973 — Универсиада — 73. Воспоминания
- 1974 — Двое на льду
- 1974 — Начало биографии (совместно с Р. Петросовым)[18]
- 1974 — Москва приглашает тебя, Олимпиада
- 1974 — Московский Кремль
- 1974 — Открывая мир
- 1975 — IХ Московский международный (совместно с В. Бойковым)[19]
- 1975 — Вспоминая военную песню (совместно с М. Поповой, Г. Епифановым)
- 1975 — Поединок (совместно с Р. Петросовым)[20]
- 1976 — МГУ — страна дружбы
- 1976 — Мы учимся в Москве (совместно с В. Беляевым)[21]
- 1976 — Тридцатилетние[22]
- 1976 — Три монолога
- 1976 — Хроника 9 пятилетки
- 1977 — Анна Голубкина — художник и время[23]
- 1977 — Здравствуй, столица / Москва с вертолёта[24]
- 1977 — Новая Конституция принята
- 1977 — Путь, равный столетиям[25]
- 1978 — Наследники
- 1978 — Основной закон Великой страны (совместно с Е. Аккуратовым, В. Никоновым)[26]
- 1979 — История пяти колец (в соавторстве)
- 1979 — Киноэпопея «Великая Отечественная» (в соавторстве)
- 1980—1981 — Всего дороже (в соавторстве)
- 1981 — И взошла заря (Всего дороже № 7) (совместно с Ю. Орловым)[27]
- 1981 — Как Феникс из пепла (Всего дороже № 6) (совместно с Ю. Орловым)[28]
- 1981 — Мир или война (Всего дороже № 4)  (совместно с Ю. Орловым)[29]
- 1981 — Надо мечтать (Всего дороже № 8) (совместно с Ю. Орловым)[30]
- 1981 — Обгоняющие время (Всего дороже № 2) (совместно с Ю. Орловым)[31]
- 1981 — Первый день мира (Всего дороже № 1) (совместно с Ю. Орловым)[32]
- 1981 — Подвиг возрождения (Всего дороже № 5) (совместно с Ю. Орловым)[33]
- 1981 — Праздничный концерт (совместно с Б. Киладзе)[34]
- 1981 — Симфония мира (совместно с Е. Аккуратовым)[35]
- 1981 — Трудное поле (Всего дороже № 3) (совместно с Ю. Орловым)[36]
- 1982 — За взлётом взлёт (в соавторстве)[37]
- 1982 — Когда рассеиваются туманы лжи (совместно с А. Минаевым)[38]
- 1982 — Л. И. Брежнев — страницы жизни[39]
- 1983 — Аэрофлоту — 60 лет (совместно с А. Зайцевым)[40]
- 1983 — Весна после победы
- 1983 — Гагарин ещё в школу ходил
- 1983 — Как феникс из пепла. СССР 1945—1950. Фильм 4 «Когда Гагарин ещё ходил в школу» (совместно с Ю. Орловым)[41]
- 1983 — Скрываются от возмездия[42]
- 1983 — Сохранить природу (в соавторстве)
- 1984 — Иду к тебе, Аритмеа
- 1984 — Мы — москвичи (в соавторстве)
- 1984 — Природа в опасности[43]
- 1984 — Ум и смелость[44]
- 1984 — Человек и природа[45]
- 1984 — Эхо Гренады (совместно с А. Климентьевым)[46]
- 1985 — XII Всемирный. Страницы фестивального дневника (в соавторстве)
- 1985 — Вера Хорунжая (Люди-легенды № 2)[47]
- 1985 — Военно-стратегический паритет[48]
- 1985 — Встречается юность Планеты
- 1985 — Девочка из блокадного города (Люди-легенды № 3)[49]
- 1985 — Знаменосцы Победы (Люди-легенды № 1)[50]
- 1985 — Паритет
- 1985 — Разведчик Николай Кузнецов (Люди-легенды № 4)[51]
- 1985 — «Спартак». Действующие лица и… болельщики (совместно с В. Головнёй)[52]
- 1986 — Визит Франсуа Миттерана в Москву (видео)
- 1986 — Дело об украденной скрипке (видео)
- 1986 — Добрая воля (в соавторстве)
- 1986 — Московский Кремль (совместно с В. Микошей)[53]
- 1986 — Нюрнберг: 40 лет спустя (совместно с И. Филатовым)[54]
- 1987 — Визит Маргарет Тэтчер в СССР (совместно с В. Никоновым, Ю. Орловым, И. Филатовым)
- 1987 — Визит Хафеза Асада в СССР (совместно с Е. Аккуратовым, В. Байковым, О. Воиновым)
- 1987 — Происшествие в доме Кармена[55]
- 1987 — Роман Кармен, которого мы знаем и не знаем (совместно с Е. Аккуратовым)[56]
- 1988 — Александр Розенбаум (видео)
- 1988 — Весь этот брейк
- 1988 — Зойкина квартира (видео)
- 1988 — Ликвидация[57]
- 1988 — Мы журналисты… не стреляйте![58]
- 1988 — Русские глазами американцев[59]
- 1988 — Русские глазами американцев[60]
- 1989 — Александр Галич. Изгнание
- 1989 — И земля и небо. (Планета сегодня № 13) (совместно с С. Кондаковым, В. Матвеевым)[61]
- 1989 — Москва — Пекин: перспективы сотрудничества (совместно с М. Левенбергом)[62]
- 1989 — Оззи, Скорпионс, Бон Джови… Десант в гнездо гласности (в соавторстве)[63]
- 1989 — Чужой беды не бывает[64]
- 1990 — Святой престол. Взгляд из Москвы. Фильм первый «Вера» (свместно с А. Кочетковым)[65]
- 1990 — Святой престол. Взгляд из Москвы. Фильм второй «Надежда» (свместно с А. Кочетковым)[66]
- 1990 — Святой престол. Взгляд из Москвы. Фильм третий «Любовь» (свместно с А. Кочетковым)[67]
- 1990 — Совершенно секретно. Некоторые страницы из биографии С. П. Королёва[68]
- 1990 — Фазис поднимает паруса (видео)
- 1991 — Горькие мысли о Чёрном море[69]
- 1991 — Исповедь разведчика[70]
- 1991 — Маркус Вольф: по собственному долгу
- 1991 — Это я, господи![71]
- 1991 — Эффект бумеранга
- 1992 — Академия «Сингитай» (видео)
- 1992 — Кому на Руси жить хорошо» (видео)
- 1992 — Этюд для безработного
- 1993 — Июньские бабочки
- 1993 — Сваха
- 1994 — АБВГДЬТД (в соавторстве)
- 1994 — Во штука-то какая
- 1994 — Где-то я вас видел
- 1994 — Делай свой выбор (видео)
- 1994 — Какая есть, желаю вам другую
- 1994 — Моя прекрасная леди
- 1994 — Постскриптум
- 1994 — Сделай свой выбор (видео)
- 1994 — Трудный путь домой (видео)
- 1995 — Александр Калягин. С любимыми не расставайтесь
- 1995 — День Победы. Полвека спустя (в соавторстве)
- 1995 — Пахнет гарью четыре года
- 1995 — Пятый пункт
- 1996 — Выборы−96. Страсти по власти (в соавторстве)
- 1996 — Новый год с «Комсомольской правдой» (видео)
- 1996 — О духе тяжести
- 1996 — Рабочий и колхозница
- 1996 — Россия в войне. Кровь на снегу (видео) (совместно с Ю. Орловым, Е. Кокусевым)
- 1997 — Другие берега (видео)
- 1997 — Москва Церетели. Контекст
- 1997 — Моя Шатура
- 1997 — Положа лапу на сердце (из цикла «100 фильмов о Москве», видео)
- 1997 — Следующая остановка
- 1997 — Техноблок (видео)
- 1998 — Курская АЭС
- 1998 — Москвы почётный гражданин (видео)
- 1998 — Мосты
- 1998 — Наш Художественный
- 1998 — Николай Доллежаль – Золотой век (видео)
- 1998 — Посторонняя
- 1998 — Тройка, шестерка, туз
- 1999 — Алиса в стране метрополитена
- 1999 — Жил-был атаман
- 1999 — Матушка Серафима
- 1999 — Монолог на фоне сумерек (видео)[72]
- 1999 — Погружение (видео)
- 1999 — РДС — хроника первого испытания (видео)
- 1999 — Человек-оркестр
- 2000 — Вчера и сегодня
- 2000 — Записки детского онколога
- 2000 — Красная Звезда (видео)
- 2000 — Минатом России (видео)
- 2000 — Обыкновенное чудо
- 2000 — Раввин
- 2000 — Ровесник века (видео)
- 2000 — СКЦ (видео)
- 2000 — Эхо Победы
- 2001 — Вопреки всему
- 2001 — Здравия желаем
- 2001 — Поцелуй вампира
- 2001 — СНИИП (видео)
- 2001 — Хозяйка кремлёвских стен
- 2001 — Чёрное и белое
- 2001 — Шинель композитора
- 2002 — В начале был солдат
- 2002 — Игры, в которые играет Плюх (совместно с В. Извековым)[73]
- 2002 — НИКИЭТ прошлое, настоящее, будущее
- 2002 — Ночная смена
- 2002 — Поезд из августа 49-го (видео)
- 2002 — Прикосновение
- 2002 — Утрата (видео)
- 2002 — Яков Зельдович (видео)
- 2003 — И никто не узнает (видео)
- 2003 — Сухарева башня
- 2004 — Григорий Коган. Транскрипция (совместно с А. Абдракиповым)[74]
- 2005 — Маленькая дверь консерватории[75]
- 2006 — Доктор Берестов[76]
- 2010 — Ратна палата
- 2013 — Высокая Ставка
- 2013 — Мы не подписывали договора в Версале
- 2015 — Валентина Кропивницкая: В поисках потерянного рая (совместно с А. Смолянским)
- 2018 — Оскар (совместно с А. Смолянским)

В 2017 году вышел документальный фильм о Викторе Доброницком и его отце — «От Виктора к Виктору», режиссёр Наталия Рудановская.

## Награды и звания
- заслуженный деятель искусств Российской Федерации (1995)[1];
- премия Правительства Российской Федерации в области культуры (2015) — за создание документальной кинотрилогии «Гроза 1914» («Ратная палата», «Высокая Ставка», «Мы не подписывали договора в Версале»)[78].